# Achtrup
Achtrup (dänisch: Agtrup, nordfriesisch: Åktoorp) ist eine Gemeinde im Kreis Nordfriesland im Nordwesten Schleswig-Holsteins.

## Geografie

### Geografische Lage
Das Gemeindegebiet erstreckt sich im Bereich der naturräumlichen Haupteinheit Lecker Geest. Der Flusslauf der Lecker Au bildet zunächst die östlichen Gemeindegrenze ab, bevor er ins Gemeindegebiet in westliche Richtung einschwenkt. Im Mittelteil bildet er die südlichen Gemeindegrenze ab. Auf Teilstücken ist der Flusslauf abgedämmt.

### Gemeindegliederung
Im Gemeindegebiet sind, neben dem Dorf gleichen Namens, auch die bei der Volkszählung in der Bundesrepublik Deutschland 1987 im amtlich aufgestellten Wohnplatzverzeichnis mit eigenem Namen erfassten Siedlungen vermerkt:
Weitere Dörfer sind Büllsbüll (dänisch: Bølsbøl) und Lütjenhorn (Lillehorn); daneben auch Achtrup, Bahnhof mit Haus; außerdem die Streusiedlung Achtrupfeld, sowie die nachfolgenden Häusergruppen Braunberg (Brunbjerg), Lütjenhornermoor, Lütjenhornerfeld, Tettwang (Tætvang), Kalleshave, Mühlenwadt (Møllevad), Nordacker (Norager), Schruplund (Skruplund), Seewang (Søvang) und Seewangacker (Søvangager) und die Einzelsiedlungen Holbeckwadt (Holbækvad), Iwersacker (Iversager), Kalfslund (Kalslund), Korrewang (Korrevang), Norderhof, Nordhof (Nørgård), Osterhof, Süderhof, Südhof (Sydgård), Wanghof und Gärtnerslust.

### Nachbargemeinden
An Achtrup angrenzende Gemeindegebiete sind:
| Karlum | Ladelund                                    |                    |
|        | Kompassrose, die auf Nachbargemeinden zeigt | Holt (SL-FL)       |
| Leck   | Sprakebüll                                  | Schafflund (SL-FL) |

### Geologie
Achtrup liegt im Grundmoränengebiet eines Sanders. Die Landschaft ist flach reliefiert; in der geologischen Übersichtskarte sind für diesen Bereich glazigene Ablagerungen des Saale-Komplexes ausgewiesen. Es befinden sich dennoch auch Anhöhen im Gemeindegebiet, wie der Mühlenberg mit der Mühle Jenny.

## Geschichte
Der Name Achtrup entstand vermutlich aus dem Namen „Aggi“ oder „Akki“ sowie dem Suffix -rup. Der Ortsname bedeutet demnach offensichtlich so viel wie „Dorf des Aggi“ beziehungsweise „Akkis Dorf“. Flensburg ist offenbar eng mit der Geschichte Achtrups verbunden. Am Ostufer der Flensburger Förde existierte einst ein Dorf namens Achtrup. Spätestens im 13. Jahrhundert, als an der Flensburger Förde viele neue Siedlungsbereiche entstanden, wurde es vermutlich aufgegeben. Dennoch blieb zeitweilig der Flurname „Achtrup“ zurück. Auch überlebte der Name offenbar als Familienname. Eine Familie Achtrup aus „Achtrup“ brachte mehrere Flensburger Bürgermeister hervor (vgl. Liste der Stadtoberhäupter von Flensburg). Des Weiteren ist bekannt, dass dem Ritter Peter Jul († vor 1398), der auf dem Hof Flenstoft, dem Vorgängerbau der Duburg wohnte, Besitzungen im heutigen, dem nordfriesischen Achtrup hatte. Möglicherweise waren die Besitzungen in Achtrup eine Mitgift von Peter Juls Frau, einer geborenen Krummendiek. In einer Urkunde vom 31. März 1398 wurde das heutige Achtrup Schleswig-Holsteins schließlich erstmals als Aktorp erwähnt. Diese Urkunde ist mit Siegel heute im Stadtarchiv von Flensburg zu finden. Darin wird ein Verkauf eines Gutes von Tomas Petersen in Achtrup erwähnt. Ein weiteres Achtrup existiert im Übrigen auch noch im dänischen Kirchspiel Bjert (Lage).
Das historische Herrenhaus Lütjenhorn liegt im Gemeindegebiet.
Im Jahr 1968 wurde Büllsbüll (dän. Bølsbøl, nf. Bousbel) eingemeindet. Am 1. Februar 1974 kam Lütjenhorn (dän. Lillehorn) hinzu. Lütjenhorn wurde 1927 aus dem aufgelösten gleichnamigen Gutsbezirk gebildet.

## Politik

### Gemeindevertretung
Die im Zuge der Kommunalwahlen in Schleswig-Holstein 2023 am 14. Mai 2023 durchgeführt Gemeindewahl in Achtrup erbrachte das folgende Ergebnis:
Die CDU erzielte 24,2 Prozent und erhielt 2 Sitze, der SSW 32,0 Prozent (4 Sitze). Die stärkste Fraktion bildet in der aktuellen Wahlperiode (2023–2028) mit sechs gewählten Vertretern der AWG (Achtruper Wählergemeinschaft).
Die Wahlbeteiligung betrug bei dieser Wahl 57,1 Prozent.

### Bürgermeister
Am 20. Juni 2018 wurde auf der ersten Sitzung der neuen Gemeindevertretung durch diese Norbert Nielsen für die Wahlperiode 2018–2023 einstimmig zum neuen Bürgermeister gewählt.
Für die Wahlperiode 2013–2018 wurde Uwe Matthiesen (AWG) zum Bürgermeister gewählt. Er löste Hannelore Schulze ab, die das Amt zehn Jahre innehatte.

### Wappen
Blasonierung: „Über blauem Schildfuß, darin ein silberner Wellenbalken, in Gold die vier roten, diagonal gestellten Flügel einer Windmühle mit silbernen Ruten und schwarzer Nabe, begleitet von zwei schwarzen Ähren.“

## Wirtschaft und Infrastruktur

### Allgemeines
Das Gemeindegebiet ist überwiegend landwirtschaftlich geprägt. Im Ortszentrum gibt es außerdem mehrere Gewerbe- und Einzelhandelsbetriebe.

### Verkehr
Das Gemeindegebiet wird im Motorisierten Individualverkehr erschlossen durch L 212. Diese zweigt im Ortszentrum von Leck an der Bundesstraße 199 ab und führt in nordöstlicher Richtung zur Landesstraße 1 in die Gemeinde Medelby. Auf der Gesamtlänge in Parallellage zur Landesstraße verläuft ein kombinierter Fußgänger- und Radweg.
Im Grenzbereich zu Sprakebüll bestand bis Ende der 1970er-Jahre beim Siedlungsplatz Achtrup-Bahnhof Anschluss an den Schienenpersonennahverkehr auf der Bahnstrecke Flensburg-Weiche–Lindholm. Dieser ehemalige Haltepunkt befindet sich etwa 1,5 Kilometer südlich der Dorflage an der L 300.
Mittlerweile erfolgt die Anbindung der Gemeinde im Linienbusverkehr über die Schnellbuslinie R 1 zwischen Flensburg und Niebüll mit Umstieg in Leck in den Bürgerbus Ladelund (Buslinie R 112).
Seit August 2019 ist, auf Grundlage eines neuen Nahverkehrskonzepts des Kreises Nordfriesland, zusätzlich für den Raum Leck ein Rufbusgebiet eingerichtet worden. Hierin ist das Gemeindegebiet von Achtrup mit allen zwölf Bushaltestellen vollständig integriert. Umsteigeknoten ist die Haltestelle Leck, ZOB.

## Kultur und Sehenswürdigkeiten
Das Wahrzeichen des Ortes ist die Mühle Jenny, die heute als Kinderheim genutzt wird. Die sehenswerte, modern gestaltete Kirche des Ortes liegt am Kirchweg.

## Vereine
| Verein                             | Art                                            |
| ---------------------------------- | ---------------------------------------------- |
| Dorfverschönerungsverein           | Verschönerung des Dorfes                       |
| Handels- und Gewerbeverein Achtrup | Verbund der Betriebe im Dorf                   |
| Landfrauen                         | Treffen der Frauen zu verschiedenen Interessen |
| Ortskulturring                     | Dachverband aller örtlicher Vereine            |
| Ringreiterverein                   | Reitsport                                      |
| TSV Achtrup von 1954 e. V.         | Breitensport                                   |
| Sozialverband (Ortsverband)        | Sozialverband Deutschland (SovD)               |